# Нобель Людвіг Емануїлович
Но́бель Лю́двіг Еммануї́лович (*27 липня 1831, Стокгольм — †березень 1888) — шведський та російський інженер, винахідник, підприємець та меценат, старший брат та діловий партнер Альфреда Нобеля.
Працював в Петербурзі на машинобудівному заводі батька. Після від'їзду до Швеції батька продовжував управляти заводом «Нобель та сини». 1 жовтня 1862 року купив механічні майстерні Шервуда, які пізніше стали заводом «Людвіг Нобель». Окрім цього займався інженерною та раціоналізаторською розробками свого товару. Випускав артилерійські кулі, гармати та лафети, підводні міни та торпеди, щити для охорони піхоти від куль, рушниці, машини для обробки металів та виробництва пороху, гвинтові сваї, реторти для обпалювання вугілля, гідравлічні преси, токарно-свердлильні верстати для чавунних гармат, парові молоти, верстати, механізми, машини, велетенські опріснювачі для постачання водою військ, бездимні нафтові топки, устаткування для пресування порохового складу в свинцеві трубки малого діаметра, локомобілі, екіпажні осі та скати з колесами, гумові шини та інше, а також перші в Росії дизелі.
На початку 1880-их разом з братами Робертом та Альфредом створив нафтову компанію «Товариство Братів Нобель» (Бранобель), яка стала однією з найбільших в Росії та Європі по видобутку, переробці та транспортуванні нафтопродуктів, за продажем гасу витіснила американську фірму «Стандарт Ойл». На замовлення Людвіга Нобеля інженер В. Г. Шухов збудував перший в Росії нафтопровід в районі Баку.
В 1886 році Нобель став засновником Російського технічного товариства, ініціатором введення в Росії метричної системи мір, фінансував школу залізничних майстрів та школі робітників.

## Стипендії, медалі
Після смерті Л. Нобеля товариство «Бранобель» ухвалило рішення заснувати стипендію його імені для студентів Петербурзького гірничого та Петербурзького технологічного інститутів.
Російське технічне товариство і товариство «Бранобель» заснували золоту медаль і премію, що присуджується один раз на п'ять років за дослідження і розробки в області науки і техніки. Отже, незадовго до того, як на кошти та на честь Альфреда Нобеля, брата Людвіга і винахідника динаміта, були засновані міжнародні Нобелівські премії, в Росії з'явилася премія імені Людвіга Нобеля. Першим володарем премії і медалі премії Людвіга Нобеля став російський учений  Степанов А. І.
У 1900 році Міжнародний конгрес у Парижі заснував золоту медаль Людвіга Нобеля за дослідження в області нафтовидобувної промисловості, яка була відлита на Петербурзькому монетному дворі.